# Grossology
Grossology este un serial de animație creat de Sylvia Branzei și produs de Nelvana.